# Direito líquido e certo
Direito líquido e certo é um dos requisitos para se ingressar com um Mandado de Segurança, com vistas a proteger direito violado ilegalmente ou com abuso de poder, ou que se tenha receio de ser violado, por autoridade, seja de que categoria for e sejam quais forem as funções que exerça.
Para que seja considerado liquido e certo, o Direito deve ser expresso em Lei e ser demonstrado de plano, ou seja, as provas de sua existência devem acompanhar o pedido ao juiz, sob pena de indeferimento, já que no Mandado de Segurança não há espaço para a produção de provas.